# Heptathela

Heptathela és un gènere d'aranyes de la família dels lifístids descrit per Kishida, el 1923. El nom fa referència al nombre de glàndules a les fileres, que en són set (hepta). Són aranyes molt primitives i són pròpies del Japó, Xina i el sud-est d'Àsia.

## Sistemàtica
Comprèn 25 espècies:
- Heptathela abca Ono, 1999 (Vietnam)
- Heptathela amamiensis Haupt, 1983 (Illes Ryukyu)
- Heptathela australis (Ono, 2002) (Vietnam)
- Heptathela bristowei Gertsch, 1967 (Xina)
- Heptathela ciliensis Yin, Tang & Xu, 2003 (Xina)
- Heptathela cipingensis (Wang, 1989) (Xina)
- Heptathela cucphuongensis Ono, 1999 (Vietnam)
- Heptathela goulouensis Yin, 2001 (Xina)
- Heptathela higoensis Haupt, 1983 (Japó)
- Heptathela hunanensis Song & Haupt, 1984 (Xina)
- Heptathela jianganensis Chen i cols., 1988 (Xina)
- Heptathela kanenoi Ono, 1996 (Illes Ryukyu)
- Heptathela kikuyai Ono, 1998 (Japó)
- Heptathela kimurai (Kishida, 1920) (Japó) (kimura-gumo)
  - Heptathela kimurai yanbaruensis Haupt, 1983 (Okinawa)
- Heptathela luotianensis Yin i cols., 2002 (Xina)
- Heptathela mangshan Bao, Yin & Xu, 2003 (Xina)
- Heptathela nishikawai Ono, 1998 (Japó)
- Heptathela shei Xu & Yin, 2001 (Xina)
- Heptathela suoxiyuensis Yin, Tang & Xu, 2003 (Xina)
- Heptathela tomokunii Ono, 1997 (Vietnam)
- Heptathela wosanensis Wang & Jiao, 1995 (Xina)
- Heptathela xianningensis Yin i cols., 2002 (Xina)
- Heptathela yaginumai Ono, 1998 (Japó)
- Heptathela yakushimaensis Ono, 1998 (Japó)
- Heptathela yunnanensis Song & Haupt, 1984 (Xina)